# Rim Kok
 (août 2022).
Rim Kok est une ville de Thaïlande située dans la province de Chiang Rai, dans le district de Mueang Chiang Rai. En 2005 sa population était de 16 239 habitants.